# Ocean Avenue
Ocean Avenue é o quarto álbum de estúdio da banda norte-americana Yellowcard, lançado a 22 de Julho de 2003.
O álbum foi o de maior sucesso comercial da banda, liderado pelos singles "Ocean Avenue" e "Only One", recebendo criticas positivas da critica especializada.  O álbum foi disco de platina pela RIAA e ouro pela CRIA.
No ano de 2013, a banda lançou a versão acústica do álbum, em comemoração aos 10 anos de lançamento.

## Faixas
1. "Way Away" – 3:22
2. "Breathing" – 3:38
3. "Ocean Avenue" – 3:18
4. "Empty Apartment" – 3:36
5. "Life of a Salesman" – 3:18
6. "Only One" – 4:17
7. "Miles Apart" – 3:32
8. "Twentythree" – 3:27
9. "View From Heaven" – 3:22
10. "Inside Out" – 3:40
11. "Believe" – 4:31
12. "One Year, Six Months" – 3:28
13. "Back Home" – 3:55

## Tabelas
| Tabela (2004) | Posição |
| ------------- | ------- |
| Billboard 200 | 23      |